# 布萊恩·斯勞森
布萊恩·斯勞森（英語：Brian Slawson，1956年8月2日—）於1956年在美國出生，是一名敲擊樂演奏家，編曲家及作曲家。

## 學習生涯
布萊恩·斯勞森於1956年8月2日出生於紐約，並在康涅狄格州的布魯克菲爾德長大。 7歲那年，他在當地的鼓樂團中演奏了小鼓，並在10歲時開始了學習爵士鼓。布萊恩·斯勞森在布魯克菲爾德高中就讀。 在海特音樂學校完成敲擊樂課程後，布萊恩·斯勞森進入了紐約的朱利亞德學院。 此後不久，他與索尼經典唱片簽署了他的第一張唱片合同。

## 職業生涯
布萊恩·斯勞森是布里瓦德交響樂團的定音鼓首席，亦是東佛羅里達州立大學敲擊樂教授，也是艾爾弗雷德音樂出版社的作曲家。

## 唱片
- 1985-巴赫木材(哥伦比亚广播公司的大师)
- 1985-一个圣诞节日志(哥伦比亚广播公司调频)
- 1988-遥远的鼓(哥伦比亚广播公司调频)
- 1991-巴赫打(索尼的古典)
- 1999-潮(Powkn)
- 2003-XClassics(Belltone)
- 2010-BoomerBeats(Belltone)

## 电视和电台節目
- 今夜秀
- 娱乐今晚
- 哥伦比亚广播公司上午的新闻
- 认为所有的东西 (美国国家公共广播电台)

## 赞助的公司
- Ludwig-Musser
- 蕭特知音公司
- Vic firth
- 雷莫公司

## 音樂作品
- 哥德堡變奏曲28(改編自J.S.巴赫的作品)
- 埃尔帕索華爾茲
- A小調協奏曲(改編自J.S.巴赫的作品)
- 兒童组曲(改編自J.S.巴赫的作品)

## 個人網站
www.slawsongs.com （页面存档备份，存于）